# 國民革命軍第十軍
國民革命軍第十軍是中華民國國民革命軍使用的軍事編制，曾在衡陽保衛戰中守城47天。

## 概述
第十軍並不是一個被國民革命軍中央系所長期運用的編號，直到抗日戰爭中期才開始成為中央軍系化。在國民革命軍建軍史中第十軍這個編號曾組建7次，分別為：
1.民國十五年（1926年）8月。民國十五年3月下旬，吳佩孚宣布建立四川討賊軍，指揮官為袁祖銘。，袁祖銘的軍力則是貴州陸軍（黔軍），不過袁祖銘看衰吳佩孚的聲勢，而私下向廣州國民政府輸誠。最後四川討賊軍在7月北伐軍攻入長沙後宣布易幟，貴州陸軍第2師在8月於湖南湘西洪江更名為國民革命軍第十軍，軍長王天培，下轄28、29、30師。
2.民國十八年（1929）4月。蔣桂戰爭後，由西北軍方振武第45師擴編
3.民國十八年（1929）10月。浙軍、國民軍各一部組成，下轄第47師、48師。
4.民國十八年（1929）12月。直魯聯軍殘存部隊所整編，軍長徐源泉，下轄第41、48師。
5.民國二十八年（1939）7月。中央軍、陝西軍閥部隊合組。下轄第3師、第190師、預備第10師。
6.民國三十七年（1948）1月。重建整編第三師，後擴編為第十軍，淮海战役遭殲滅。
7.民國三十八年（1949）1月。浙江重建。

## 沿革
國民革命軍北伐時期
1926年5月，由貴州陸軍（黔軍）為核心的四川討賊軍在得到廣州國民政府的收編意向後由綦江移動到湖南省湘西一帶。8月初，在湖南省洪江，貴州陸軍第二師接受國民革命軍改編國民革命軍第十軍，原部隊的高級指揮官皆被續用，軍長王天培、副軍長金漢鼎、參謀長高冠吾，唯一由外部引進的編制是政戰部門，由周仲良擔任軍黨代表，甘嘉儀任秘書長兼政治部主任。此時第十軍下屬單位有28師（師長王天鍚）、29師（師長楊勝治）、30師（師長王天生）、教導師（師長吳國梁）。
改編後的第十軍，隸屬於唐生智指揮的北伐左翼軍朝湖北省開進，王天培任前敵總指揮。9月中旬，第十軍沿粵漢鐵路攻擊武漢，先後攻佔荊沙、津市和松滋等。10月初，川軍楊森與直系盧金山、于學忠部組成川鄂聯軍，企圖反攻鄂西。在國民革命軍第九軍和國民革命軍第八軍配合下，第十軍先後攻佔石首、公安、沙市和宜昌等，擊敗川鄂聯軍5萬人，並收編其殘部，每师原三团扩编为四个团，以投降的北军增設教導第2師（師長顏德基）、教導第3師（師長潘善齋）、炮兵团，全军六个师又四个团，约4.5万余人。部隊此時編制有6個師。
1927年1月末第十军调鄂东黄梅、武穴、广济，列入中路军李宗仁江左军第2纵队序列。5月1日，蔣介石決定三路北伐，第十軍隸屬第三路軍繼續北伐。至5月底，攻克舒城、懷遠等。此時，該軍收編直軍章兢武部為新編第4師，師長章兢武。6月，第十軍攻佔徐州後，沿津浦鐵路向山東進擊直魯聯軍，先後攻佔臨城、滕縣，進逼兗州。此時，武漢國民政府攻打南京，蔣介石急調山東前線部隊南下，直魯聯軍反攻，第十軍從徐州潰退，損失甚巨。教導第三師、新編第四師被全殲。教導第一師被唐生智收編，改編為教導第二師，編入國民革命軍第十一軍。8月初，第十軍退守合肥後，蔣介石召王天培去南京，以作戰不力，輕失徐州為由槍決。第十軍軍長由楊勝治代理。此時，第十軍下轄第二十八師、第二十九師、第三十師。不久，該軍奉命撥歸第2路總指揮白崇禧指揮。10月，白擬將該軍縮編成兩個師編入國民革命軍第十三軍，遭第十軍官兵反對。12月，28師因不滿王天培遭到處決，在安徽當塗嘩變，28師師長周志群率領部隊大部分人員脫離第十軍指揮，將部隊移動至南昌投靠金漢鼎指揮的國民革命軍第九軍，28師因此改名為國民革命軍第29師，在武漢國民政府效力，所以在當時的武漢政府與南京政府中同時皆存在29師之編制。
28師譁變後，第十軍軍長仍由楊勝治擔任，參謀長李伯華，該軍下轄29師（師長陳克遜）；30師（師長裴正鑫）。1928年3月，該軍編在第一集團軍第一軍團，向山東進攻。4月，先後攻佔嶧縣、濟南。5月，該軍改編為萊蕪、山口、界首、東阿、肥城5個支隊，擔任濟南警戒。
北伐勝利後，南京國民政府從民國十七年（1928）8月開始整編第一集團軍（指揮官蔣中正，中央系）麾下部隊。第十軍與國民革命軍第四十六軍（黃埔軍校留守部隊與地方部隊合組之部隊）併編為國民革命軍第10師（師長方鼎英），下轄28旅（師長兼任）、29旅（旅長楊勝治）、30旅（旅長李亞芬）。
中原大戰時期
1929年3月，蔣介石為討伐新桂系，以第10師和原國民革命軍第十七軍縮編的國民革命軍第11師組成第10軍，由方鼎英任軍長，在山東方向投入蔣桂戰爭。由於該軍作戰不力，且方鼎英從北伐戰爭結束後就拒絕就職，不久該軍番號撤銷，第10師師長由衛立煌副手、黃埔軍校第一期生李默庵接任，28旅旅長也由黃埔一期的劉戡接任，第10師轉入國民革命軍第十四軍成為該軍核心部隊，11師遭解散，與後來成立陳誠系11師無承襲關係。
1929年4月，國民政府將馮玉祥西北軍系投降改編的國民革命軍第44、45師在天津編成第十軍，方振武任軍長。下轄44師（師長阮玄武）、45師（師長鮑剛）。9月，方振武因與西北軍通聯試圖發兵反蔣被察覺拘禁，鮑剛在10月8日自行起兵反蔣戰爭，殲滅了韓德勤所率領的國民革命軍新編第3旅。隨後45師被調集的中央軍給殲滅。因鮑剛的反叛，由西北軍系組成的第十軍被南京政府視為缺乏忠誠度的地方武力。因此遭到解編遣散。
1929年10月，由直魯聯軍投降國民革命軍的部隊重組第十軍，軍長徐源泉、副軍長由國民革命軍第44師師長蕭之楚兼任。下轄國民革命軍第41師（師長張振漢）、國民革命軍第48師（軍長徐源泉兼任）。
中國抗日戰爭

南京保衛戰時，48師與41師在棲霞山設防，在作戰中遭到重創撤退至安徽六安。武漢會戰期間，第十軍作為大別山的防禦部隊，牽制日軍。但是在武漢會戰中後期部隊開始撤退時，軍委會要求第十軍續留大別山開設游擊區，軍長徐源泉與48師師長徐繼武抗命將部隊後撤至江陵、襄河，軍委會將徐源泉、徐繼武遭到撤職，僅有原先按命令撤退至襄河的41師（師長丁治磐）未受懲罰，48師殘存部隊編入41師序列。第十軍軍長由國民革命軍第二十六軍軍長蕭之楚兼任，而後41師編入二十六軍，第十軍在民國二十八年（1939）中撤銷。
民國二十八年（1939），為了補充耗損戰力，在江西省高安成立第十軍，最初下屬部隊僅有由預備第4師轉正的國民革命軍第190師，軍長梁華盛。為了強化第九戰區戰力，薛岳決定將國民革命軍第八軍與第十軍合組，人事編成續用第八軍，但編號為第十軍。軍長因此由第八軍軍長李玉堂，下轄第3師（師長周慶祥）、190師（師長余錦源）、預備第10師（師長方先覺）。
國民革命軍第3師為民國十七年第一次編遣時由國民革命軍第三十二軍所縮編的部隊，其前身為黃埔軍校教導師，為一支最初即中央化的野戰部隊。190師為1937年抗戰後在湖南與廣東招募而成的預備第4師，在第九戰區進行敵後襲擾作戰有充分經驗。預備第10師則是抗戰前的浙江省保安部訓練的地方民團，但因為浙江省為南京國民政府的核心地盤，因此省保安團的戰力與訓練並不劣於正規軍。在民國二十八年後的第十軍，在人事構成與戰歷上已經不存在地方軍閥的特徵，而是標準的中央軍一線部隊。因此在民國二十八年後此單位成為第九戰區重要的野戰武力。
重建後的第十軍，曾投入第二次長沙會戰、第三次長沙會戰、常德會戰等第九戰區經歷的重大會戰。第二次長沙會戰中，第十軍作為長沙城的守城部隊，在作戰初期雖然犯下了陳家山遭奇襲奪占的失誤，但是在後續守城戰鬥中扛下了日軍3個師的攻堅壓力，使得第二次長沙會戰得以迫使日軍撤退，此會戰中第十軍的防禦表現讓軍長李玉堂獲頒二等寶鼎勳章，並升任二十七集團軍副總司令。之後李玉堂決定軍長一職由其方先覺接任，但方先覺為黃埔三期，第十軍內有資歷更資深的師長，為此李玉堂將副軍長一職交由黃埔二期的190師師長余錦源升任，190師師長由該師原副師長朱岳升任，預10師師長一職由孫明瑾接任。
但對第十軍來說，其最廣為知名的戰役則是第四次長沙會戰後的衡陽戰役。
在第四次長沙會戰後，第十軍在戰力未能恢復的狀況下被第九戰區司令部下令固守衡陽城。在準備有限的情況下第十軍在衡陽城堅守47日，最终投降，但投降前第3師副師長何竹本仍帶領了約300人突圍。城破前师长周庆祥、葛先才荣获青天白日勳章。首先提议投降的师长周庆祥后被降职使用，最终于1948年以作战不力遭军法枪决。6日晚第一个同意方先觉、周庆祥投降计划的师长葛先才后任职遭冷冻，直到国军撤台前才启用仍任师长。未参与密谋但随大流的师长容有略到1946年2月才发青天白日勳章。杂牌部队暂编第54师师长饶少伟，在破城前一度反对方先觉、周庆祥投降提议，虽迫于形势跟随，脱险后，蒋介石立即手谕陈诚安排工作，颁发青天白日勳章，并将饶同王牌主力军副军长张灵甫一同破格招入陆军大学将官甲级班。
投降後的第十軍人員在軍統局的協助下陸續逃脫，也由於第十軍的戰名，在主要指揮官陸續歸建後軍事委員會宣布重建第十軍，军长赵锡田（顾祝同的外甥）、副軍長胡蘊山、參謀長何竹本。

## 國共內戰
在抗戰勝利後，國民政府進行軍隊整編，尚未完成部隊重建的第十軍與國民革命軍第八十九軍部隊整併，在民國三十五年（1946）更名為國民革命軍整編第3師，師長趙錫田。該師下轄整編第3旅（旅長何竹本）、整編第20旅（旅長譚乃大）、國民革命軍新編第1旅（旅長黃永瓚），同年9月整3師被派往山東省，在定陶戰役中遭到晉冀魯豫野戰軍殲滅，趙錫田、譚乃大遭到俘虜。
民國三十六年（1947）7月，國民政府在河南省北部重建整編第3師，師長李楚瀛，下轄第3旅、第20旅。同年年底豫西平漢戰役在河南省西平縣遭解放軍包圍殲滅，整編第3旅旅長雷自修、整編20旅旅長譚嘉範戰死，副師長路可貞、師參謀長饒亞伯遭俘虜，李楚瀛因此次戰敗被調入國防部高參冷凍。
民國三十七年（1948）1月。重建整編第3師，師長覃道善、副師長張占魁，此次重建与整編第11師对调整编第20旅和整编第18旅，與此同時土木系部隊整编第18军也開始編入該師，此次重建下轄整編第3旅（旅長夏建勳）、整編第18旅（旅長尹俊）、整編第75旅（旅長王靖之）。1948年9月，因動員戡亂狀態，中華民國政府決議所有整編師、旅恢復原先番號與編制，整3師因此重新正名國民革命軍第十軍，下轄國民革命軍第18師、第75師、第114師（師長夏建勳）。徐蚌會戰在安徽宿縣雙堆集地區遭殲滅，軍長覃道善被俘。
民國三十八年（1949）1月。浙江重建。1949年2月，张世光被任命为第十軍軍長，編入國民革命軍第十二兵團（司令官胡璉）。十二兵團因兵源枯竭，部队由浙江调到江西征兵的时候，胡琏以整军为理由把第十軍所屬官兵編給了國民革命軍第十八軍補充該軍戰力，成為空殼部隊的第十軍在民國三十八年（1949）5月遭撤銷番號，軍長張世光調入第12兵團副司令官，第十軍最後僅保留國民革命軍第18師，隨後與國民革命軍第14師合組為國民革命軍陸軍第十九軍，投入古寧頭戰役。
在古寧頭戰役後，12兵團被改組為中華民國陸軍金門防衛指揮部，胡璉擔任該部指揮官，張世光仍留任副司令官。但張世光不久後即決定退役離開軍界改行從商。